# ХАРЗ 5259
ХАРЗ 5259 «Харків'янин» — автобус харківського виробництва, що випускався у кількості 6 штук у 1995 році на заводі «Харківський авторемонтний завод». Саме через незатребуваність та брак попитів, цих автобусів було випущено усього 6: 2 дослідних, у яких виявили серйозні технічні проблеми, та 4 серійних, щонайменше двоє з яких ще працюють.

## Модель

### Історія
Виробництво цієї моделі розпочалося у 1995 році у Харкові, де Харківський авторемонтний завод випустив 2 дослідні моделі 12-метрових автобусів ХАРЗ для суто міських перевезень, що були розроблені ВАТ «Укравтобуспром». Деякі деталі з конструкції була взято з автобуса ЛАЗ 5252, який у конструкції мав чимало браку і результат виготовлення — у перших двох моделей було виявлено ряд технічних негараздів і не допущено до перевезень. Після модернізації, було випущено ще 4 моделі автобусів, що могли нормально функціонувати. Однак, виробництво автобусів припинилося вже того ж року — а саме через те, що автобуси не замовлялися через нестачу засобів та бюджету для їх закупівлі. У 2003 році було піднято питання про оновлення випуску моделі «ХАРЗ 5259»; проте на місці старої моделі було виготовлено новий автобус «СКІФ 5204», який став наступником «Харків'янина», а стара модель так і залишилася існувати у чотирьох екземплярах.

### Технічний опис

Кабіна водія, майже не відрізняється від ЛАЗ 52522

Багато деталей даної моделі було виготовлено чи узято напряму від міського автобуса Львівського виробництва ЛАЗ 5252 та тролейбуса ЛАЗ 52522. Зовнішній вигляд автобуса такий — завдовжки він 11,5 м, заввишки 2,95 м і завширшки 2,58 м. Передок тролейбуса було змодельовано з моделі тролейбусів ЮМЗ-Т1; він має одинарні фари середньої потужності; два габаритні вогні та чітко окреслений зварний бампер з буксувальний пристроєм для жорсткого зчеплення. Дах автобуса невипуклий і центральнометалічний; має звичайний маршрутовказівник, що змінюється вручну. По боках розташовано 5 габаритних вогнів та по 4 задніх фари, що використовуються у моделях ЛАЗ 52522; ЛАЗ 12 і НеоЛАЗ 4208. Лобове вікно розділене навпіл, що було характерно для радянських автобусів; автобус має два важільні склоочисники, що не відзначаються витривалістю та часто виходять з ладу. Салон автобуса зроблений дуже подібно до ЛАЗу 52522; щоправда, кількість сидячих місць було зменшено до 28; унаслідок цього загальна пасажиромісткість зросла до 114 чоловік. Оскільки автобус міжміський, на вікнах було зроблено штори, зазвичай синього кольору. Сидіння були частково модифіковані, розташовані попарно з тримачами на кутах сидінь. Автобус має два обдувні люки, що можуть скеровувати потік повітря у потрібний бік та опалення/кондиціонування салону. Місце водія та приборна дошка не сильно змінилися, на приборній панелі спідометр було переміщено в праву частину панелі, на його місце було прилаштовано тахометр. Кермо було змінено на заводське від «ХАРЗу». Заднє скло повністю затінене шторами, як і усі інші; тому потреба у тонованих склопакетах відсутня. Автобус має двигун типу Д 6112.01 потужністю у 180 кіловат та максимальну швидкість 78 км/год при повному завантаженні.

### Технічні характеристики
| Повні технічні характеристики моделі ХАРЗ 5259                 |                             |
| Загальні дані                                                  |                             |
| Клас                                                           | автобус                     |
| Призначення                                                    | міжміський або міський      |
| Роки випуску                                                   | 1995                        |
| Кількість екземплярів                                          | 6 (4 діючі)                 |
| Конструкція                                                    |                             |
| Довжина/ширина/висота, мм                                      | 11400×2580×2840             |
| Колісна база, мм                                               | 5840                        |
| Кліренс, мм                                                    | 315                         |
| Повна маса, кг                                                 | 17425                       |
| Висота підлоги салону над дорогою, см                          | 75                          |
| Мінімальний радіус повороту, м                                 | 12                          |
| Кут з'їзду/виїзду, °                                           | 9/11.5                      |
| Колія передніх коліс, мм                                       | 2050                        |
| Колія задніх коліс, мм                                         | 1510×2170                   |
| Гальмівний механізм                                            | барабанний з пневмоприводом |
| Шини, формула                                                  | 11 / 70 R 22,5              |
| Шини, тип                                                      | пневматичні, некамерні      |
| Мінімальний радіус повороту, м                                 | 9.6                         |
| Максимальний кут під'йому з повним завантаженням, °            | 20                          |
| Колісна формула                                                | 4×2                         |
| Салон                                                          |                             |
| Сидячих місць, чол                                             | 28                          |
| Стоячих місць                                                  | 86                          |
| Загальна пасажиромісткість, чол                                | 114                         |
| Вентиляція                                                     | звичайна або примусова      |
| Опалення                                                       | рідинне з 4 калориферами    |
| Напруга, Вольт                                                 | 24                          |
| Акумулятори                                                    | 6 СТ — 190 А                |
| Рульове керування                                              | механічне, дистанційне      |
| Коробка передач                                                | шестиступінчата             |
| Формула дверей                                                 | 2×2×2                       |
| Характеристики двигуна                                         |                             |
| Модель двигуна                                                 | Д 6112.01                   |
| Потужність, кВт                                                | 180                         |
| Паливний бак, л                                                | 225                         |
| Мастило на картер/трансмісію/керування/охолодження/опалення, л | 16/21/8.5/45/35             |
| Кількість циліндрів, шт                                        | 6                           |
| Обертальний момент, Нм, кгс×с                                  | 105                         |
| Витрати палива при 60 км/год на 100 км, л                      | 34                          |
| Максимальна швидкість, км/год повний/пустий                    | 78 106                      |

### Застосування ХАРЗ 5259
| № | Рік випуску | Використовується у місті | Призначення             | Маршрут                          | Статус    |
| - | ----------- | ------------------------ | ----------------------- | -------------------------------- | --------- |
| 1 | 1995        |                          | дослідний               |                                  | не працює |
| 2 | 1995        |                          | дослідний               |                                  | не працює |
| 3 | 1995        | Харків                   | використовується ХАРЗом |                                  | діючий    |
| 4 | 1995        | Харків                   | використовується ХАРЗом |                                  | діючий    |
| 5 | 1995        | Харків                   | міський автобус         | № 57 (Пр. Перемоги — Пушкінська) | діючий    |
| 6 | 1995        | Львів                    | міжміський автобус      | ? ; міжміський а АС-7            | діючий    |

### Цікаві факти про ХАРЗ 5259
- модель цього автобуса була зібрана з деталей від інших автобусів: майже увесь салон було зроблено від ЛАЗу 5252; двері від ЛАЗ 52522, а праву частину панелі приладів було знято з Ikarus 250.
- на передку автобуса чітко видно емблему ХАРЗА.
- схема розташування фар на передку ідентична до схеми розташування фар у вантажного тролейбуса КТГ-1.